# José Luis Cano
José Luis Cano Losa (Tomelloso, 28 april 1988) is een Spaans wielrenner.

## Carrière
Na een stageperiode in 2010 tekende Cano in 2011 een contract bij Andalucía. In zijn eerste seizoen als prof werd hij onder meer tweede in de eerste etappe van de Ronde van Portugal. Na het seizoen 2012 hield de ploeg op te bestaan en moesten de renners op zoek naar een nieuwe ploeg. Cano slaagde hier niet in.

## Ploegen
- 2010- Andalucía-CajaSur (stagiair vanaf 1-8)
- 2011- Andalucía-Caja Granada
- 2012- Andalucía